# Upplands runinskrifter 598
Upplands runinskrifter 598 är en vikingatida runristning på en berghäll av röd granit i Borggårde, Hökhuvud socken och Östhammars kommun. Ristningen är 1,35 meter hög och 1,35 meter bred. Den vetter mot sydväst och är tydligt synlig från stora landsvägen. Förutom runslingan, som har formen av en orm eller en drake med huvudet, finns två djur och ett kors inristat i den övre halvan av ristningen. Runornas höjd är 6-10 centimeter.

## Inskriften
Translitterering av runraden:
raskuiþr × lit ' akua sta(i)(n) -- kum[i] litu × risa ' stain ' aftiʀ ' broþur ' sin × inkibiarn [o](þ)munt ' risti ' runaʀ
Normalisering till runsvenska:
ʀaskviðr let haggva stæin ... Gummi letu ræisa stæin æftiʀ broður sinn Ingibiorn. Auðmundr(?) risti runaʀ.
Översättning till nusvenska:
Raskvid lät hugga stenen. (Han och) Gumme läto resa stenen efter sin broder Ingebjörn. Ödmund(?) ristade runorna.
Inskriften är otydlig då frasen "resa stenen" finns på en ristad berghäll. Möjligen avses ytterligare en runristning, men det kan också vara så att begreppet använts för att rista runristningar överlag. På det sättet används frasen till exempel på U 266.